# Lone Scherfig
Lone Scherfig (ur. 2 maja 1959 w Kopenhadze) – duńska reżyserka i scenarzystka filmowa, bliska w swej twórczości ideom manifestu Dogma 95.
Pochodzi z artystycznej rodziny. Jej ojcem był reżyser Ole Scherfig, a matką - aktorka Lise Scherfig. W 1984 ukończyła studia na Duńskiej Akademii Filmowej. Jej debiutem fabularnym był film Urodziny Kaja (1990). Później przez kilka lat pracowała dla radia i telewizji, reżyserując m.in. seriale. Równocześnie tworzyła filmy krótkometrażowe. W 1998 światło dzienne ujrzał jej drugi pełnometrażowy film, Sami w domu. 
W 2000 nakręciła Włoski dla początkujących, który okazał się jej największym jak dotąd sukcesem kasowym i artystycznym, nagrodzonym m.in. Srebrnym Niedźwiedziem na 51. MFF w Berlinie oraz Nagrodą Publiczności na Warszawskim Festiwalu Filmowym. Jej kolejnym obraz Wilbur chce się zabić (2002) był jej pierwszym filmem nakręconym w języku angielskim. 
Po kilku mniej udanych filmach, jak Lepsze czasy (2004), Chcę do domu (2007), odniosła ponownie sukces nominowanym do Oscara obrazem Była sobie dziewczyna (2009). Film ten dał początek karierze głównej aktorki Carey Mulligan. Kolejny film to Uprzejmość nieznajomych (The Kindness of Strangers; 2019).

## Nagrody
- Nagroda na MFF w Berlinie Srebrny Niedźwiedź - Nagroda Jury, Nagroda Jury Ekumenicznego, Nagroda FIPRESCI i Nagroda Czytelników „Berliner Morgenpost” za Włoski dla początkujących (2001)